# Peter Pospíšil
Peter Pospíšil, född 24 april 1944 i Bratislava, Tjeckoslovakien, död 17 april 2006, var en slovakisk, tidigare tjeckoslovakisk, handbollsmålvakt. Han var med och tog OS-silver 1972 i München.